# Nephrotoma globosa
Nephrotoma globosa är en tvåvingeart som beskrevs av Alexander 1969. Nephrotoma globosa ingår i släktet Nephrotoma och familjen storharkrankar.
Artens utbredningsområde är Colombia. Inga underarter finns listade i Catalogue of Life.